# Народне антикризове управління
Народне антикризове управління (НАУ),  (біл. Народнае антыкрызіснае ўпраўленне (НАУ)) — структура, створена під час політичної кризи та протестів у Білорусі з метою забезпечення мирного виконання функцій нелегітимних органів влади та стабілізації системи управління країною після передачі влади народу. Принципи діяльності НАУ були затверджені Координаційною радою 26 жовтня 2020 року. Згідно з програмою, повноваження НАУ припиняться з дня вступу на посаду нового президента Республіки Білорусь.

## Історія
28 жовтня 2020 року  Павло Латушко оголосив про створення народного антикризового управління, яке відповідає за початок переговорів, а також за забезпечення стабільності в Білорусі в перехідний період.
6 листопада 2020 року Павло Латушко заявив, що білоруська опозиція закликатиме іноземні держави припинити співпрацю з білоруською владою та розпочати кримінальне переслідування винних у насильстві щодо громадян Білорусі.
11 листопада 2020 року Народне антикризове управління опублікувало базові сценарії переходу влади в Білорусі.
14 листопада 2020 року НАУ опублікувала дані внутрішніх звітів Міністерства внутрішніх справ Республіки Білорусь про кількість затриманих та кількість протоколів про адміністративні правопорушення. Згідно з ними, з 9 серпня по 3 листопада 2020 року в Білорусі було затримано понад 25 800 осіб за «порушення законодавства про масові заходи та інші правопорушення під час їх проведення». За цей час співробітники МВС склали понад 24 000 протоколів про адміністративні правопорушення. Ще 4 тисячі осіб заявили про насильство з боку правоохоронних оргіанів. 
У грудні 2020 року НАУ разом з ініціативою BYPOL презентували проект «Єдина книга реєстрації злочинів». Згодом до проекту долучилися проекти  «23.34» і «Август2020».
У березні 2022 року Народне антикризове управлінняініціювало кампанію з призупинення діяльності зарубіжних підприємств та постачальників послуг у Білорусі та посилення економічного тиску на режим Лукашенка як співагресора щодо України.
4 січня 2023 року презентували проект Музей Вільної Білорусі та Кадровий резерв для Нової Білорусі.
У січні 2023 року Міністерство внутрішніх справ Республіки Білорусь визнало НАУ екстремістським формуванням.
У червні 2023 року НАУ передало до Гааги докази воєнних злочинів, скоєних Лукашенком та його прихильниками.

## Напрямки діяльності
Захист громадян Білорусі від репресій;
Притягнення до відповідальності винних у насильстві та фальсифікації результатів виборів;
Створення переліку компаній, пов'язаних з фінансуванням режиму, для застосування економічних санкцій;
Співпраця з міжнародними організаціями для персональних санкцій проти осіб, які підтримують режим;
Підтримка мирних протестів, страйкових рухів та інших форм місцевої самоорганізації;
Підтримка вразливих верств населення;
Комплектування уряду в період стабілізації;
Відновлення зовнішньополітичного та зовнішньоекономічного співробітництва;
Стабілізація та відновлення економічного зростання;
Забезпечення функціонування соціальних сфер.

## Структура
Керівник НАУ — Павло Латушко
Відповідальний за зовнішню політику, заступник керівника — Володимир Остапенко.
Спікер Координаційної Ради, заступник керівника — Артем Брухан.
Радник з правових питань — Михайло Кірилюк.
Відповідальна за соціально-культурну політику — Наталя Задерковська.
Відповідальний за регіональний розвиток — Юрась Губаревич.
Експерт мультимедійних та інформаційних проектів — Євген Малашук.
Керівниця медіаслужби —  Юлія Горяча.
Спікерка Координаційної ради — Анжеліка Мельникова.
У різні часи до складу НАУ входили Олександра Герасименя, Ольга Ковалькова, Маргарита Левчук, Вадим Прокоп'єв.